# Romênia
Romênia (português brasileiro) ou Roménia (português europeu) (em romeno: România, pronunciado: [romɨˈni.a] (escutarⓘ)) é uma república unitária semipresidencialista localizada no leste e sudeste da Europa, no norte da península dos Bálcãs e na costa ocidental do mar Negro. O país faz fronteira com Hungria, Sérvia, Ucrânia, Moldávia e Bulgária, abrangendo um território de 238 391 quilômetros quadrados, com um clima predominantemente temperado-continental.
Com 20,1 milhões de habitantes, é o sétimo membro mais populoso da União Europeia (UE). Sua capital e maior cidade, Bucareste, é a sexta maior cidade da UE. Cerca de 90% da população identifica-se como praticantes da Ortodoxia Oriental e são falantes nativos do romeno, uma língua românica. Com uma rica história cultural, a Romênia tem sido o lar de artistas, músicos e inventores influentes e apresenta uma variedade de atrações turísticas, como o "Castelo do Drácula".
A Romênia surge no interior dos territórios da antiga Dácia, uma província do Império Romano, assim como dos principados da Moldávia e Valáquia, formados em uma união pessoal em 1859. A nação conquistou a independência do Império Otomano em 1877 e, no final da Primeira Guerra Mundial, Transilvânia, Bucovina e Bessarábia uniram-se como o soberano Reino da Romênia. No final da Segunda Guerra Mundial, os territórios que hoje correspondem aproximadamente à Moldávia foram ocupados pela União Soviética e o país tornou-se uma república socialista e membro do Pacto de Varsóvia. Após a Revolução Romena de 1989, a nação começou uma transição para a democracia e a economia de mercado capitalista.
Desde então, os padrões de vida da população têm tido uma grande melhoria, e, atualmente, a Romênia é um país de renda média-alta com um Índice de Desenvolvimento Humano (IDH) muito elevado. É membro da Organização do Tratado do Atlântico Norte (OTAN) desde 2004 e faz parte da União Europeia desde 2007. Após um rápido crescimento econômico na década de 2000, o país tem uma economia predominantemente baseada em serviços e é um produtor e exportador de máquinas e de energia elétrica, com empresas como a Automobile Dacia.

## Etimologia
O nome Romênia deriva do termo latino romanus, que significa "cidadão de Roma". O primeiro uso conhecido desta denominação foi atestado no século XVI por humanistas italianos que viajam por Transilvânia, Moldávia e Valáquia. O documento sobrevivente mais antigo escrito em romeno é uma carta de 1521 conhecida como a "Carta de Neacșu de Câmpulung", que também é notável por incluir a primeira ocorrência documentada do nome do país: a Valáquia é mencionada como Țeara Rumânească (ortografia antiga para "terra do romenos"; teara do latim terra; ortografia atual: Țara Românească).
Duas formas de ortografias — român e rumân — eram usadas indistintamente até desenvolvimentos sociolinguísticos no final do século XVII levarem a uma diferenciação semântica das duas formas: rumân passou a significar "fiador", enquanto român manteve o significado etnolinguístico original. Depois da abolição da servidão em 1746, a palavra rumân gradualmente caiu em desuso e a ortografia estabilizou-se na forma român. Tudor Vladimirescu, um líder revolucionário do início do século XIX, usou o termo Rumânia para se referir exclusivamente ao principado da Valáquia. O uso do nome da Romênia para se referir à pátria comum de todos os romenos foi documentado pela primeira vez no início do século XIX. O nome foi adotado oficialmente em 11 de dezembro de 1861.

## História

### Antiguidade

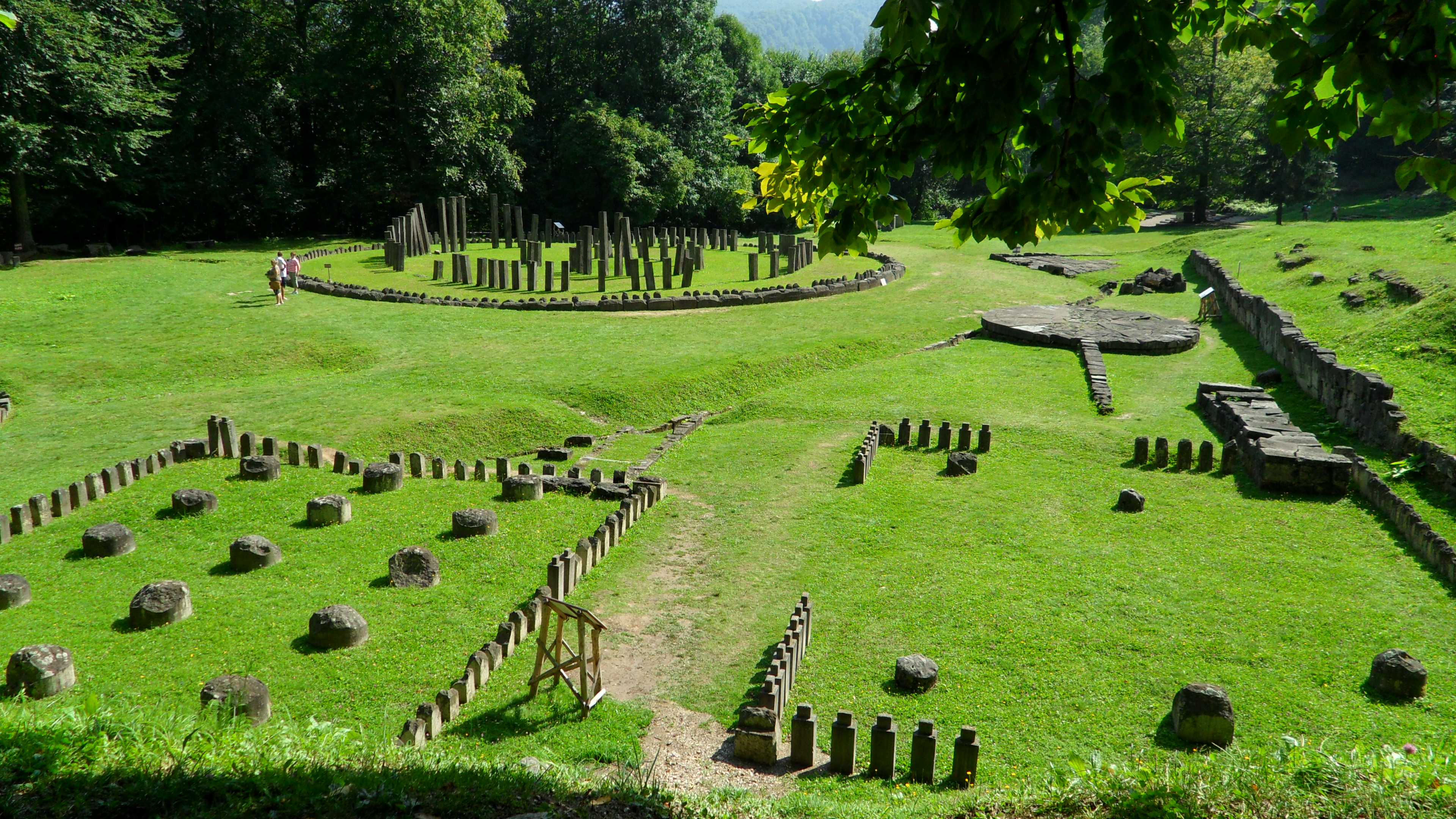
Ruínas de Sarmizegetusa, a capital da antiga Dácia

Província romana de Dácia Feliz

Os restos humanos encontrados em Peștera cu Oase ("A Caverna com Ossos"), datados como sendo de cerca de 40 mil anos atrás, representam os mais antigos registros conhecidos do Homo sapiens na Europa. No período Neolítico, a região de Cucuteni, no nordeste do país, era o lar da mais antiga civilização europeia, conhecida como a Cultura de Cucuteni. Também o mais antigo conhecido trabalho com sal no mundo está em Poiana Slatinei, perto da aldeia de Lunca; foi usado pela primeira vez no início do Neolítico, por volta de 6 050 a.C., pela Cultura Starčevo-Criş e mais tarde pela Cultura de Cucuteni.
Antes da conquista romana da Dácia, os territórios entre os rios Danúbio e Dniester eram habitados por vários povos trácios, como os dácios e os getas. Heródoto, em sua obra Histórias, observa a diferença religiosa entre os getas e os outros trácios, no entanto, de acordo com Estrabão, dácios e getas falavam a mesma língua. Dião Cássio chama a atenção para as semelhanças culturais entre os dois povos. Ainda há uma disputa acadêmica sobre se os dácios e os getas eram o mesmo povo.
Incursões romanas durante o regime do imperador Trajano (r. 98–117), entre 101–102 e 105–106, tornaram metade do reino da Dácia uma província do Império Romano chamada Dácia Feliz. O domínio romano durou 165 anos. Durante este período, a província foi totalmente integrada ao restante do império e uma parte considerável da população era recém-chegada de outras províncias. Os colonos romanos introduziram a língua latina na região. De acordo com os seguidores da teoria da continuidade, a romanização intensa da região teve como consequência o surgimento da língua protorromena. A província era rica em depósitos de minério (principalmente ouro e prata em lugares como Alburnus Maior). As tropas romanas saíram da Dácia por volta do ano 271. O território foi posteriormente invadido por vários povos migrantes. Burebista (r. 82–44 a.C.), Decébalo (r. 87–106) e Trajano são considerados antepassados dos romenos na historiografia do país.

### Idade média

Os três principados romenos da Moldávia, Valáquia e Transilvânia durante o regime de Miguel, o Valente

Na Idade Média, os romenos viviam em três principados: Valáquia (em romeno:  Țara Românească — "Terra Romena"), Moldávia (em romeno:  Moldova) e Transilvânia. A existência de voivodatos romenos independentes na Transilvânia no século IX é mencionada em Feitos dos Húngaros, mas por volta do século XII, a região tinha se tornado em grande parte autônoma do Reino da Hungria. Em outras áreas, Estados locais muito pequenos e com diferentes graus de independência desenvolveram-se, mas apenas sob o regime de Bassarabe I e Bodano I que os principados maiores da Valáquia e da Moldávia surgiram, no século XIV, para combater a ameaça do Império Otomano.
Em 1541, toda a península dos Bálcãs, além de Hungria, Moldávia, Valáquia e Transilvânia, estava sob suserania otomana, preservando autonomia interna parcial ou total até meados do século XIX (a Transilvânia até 1711). Este período é caracterizado por vários governantes proeminentes, tais como: Alexandre, o Bom (r. 1400–1432), Estêvão, o Grande (r. 1457–1504), Basílio, o Lobo (r. 1634–1653) e Demétrio Cantemiro (r. 1693 e 1710–1711) na Moldávia; Mircea, o Velho (r. 1386–1418), Vlad, o Empalador (r. 1448, 1456–1462 e 1476), Mateus Bassarabe (r. 1632–1654) e Constantino Brancovano (r. 1688–1714) na Valáquia; e Gabriel Bethlen (r. 1613–1629) no Principado da Transilvânia, assim como João Corvino (r. 1441–1453) e Matias Corvino na Transilvânia, enquanto ela ainda era parte do Reino da Hungria. Em 1600, os três principados eram governados simultaneamente pelo príncipe Miguel, o Valente (Mihai Viteazul), da Valáquia, que foi considerado, posteriormente, o precursor da Romênia moderna e tornou-se um ponto de referência para os nacionalistas, bem como um catalisador para a criação de um Estado romeno unificado.

### Independência e monarquia

Mudanças no território da Romênia desde 1859

Durante o período do domínio do Império Austro-Húngaro na Transilvânia e da suserania otomana sobre a Valáquia e a Moldávia, a maioria dos romenos tinha poucos direitos num território onde eles eram a maioria da população. Temas nacionalistas tornaram-se populares durante a revolta da Valáquia em 1821 e nas revoluções de 1848 na Moldávia e na Valáquia. A bandeira adotada pelos revolucionários valáquios era um tricolor horizontal azul-amarelo-vermelho (com azul acima, em linha com o sentido de "liberdade, justiça, fraternidade"), enquanto os estudantes romenos em Paris saudaram o novo governo com a mesma bandeira "como um símbolo de união entre moldávios e valáquios". A mesma bandeira, com o tricolor a ser montado verticalmente, viria a ser oficialmente adotada como a bandeira nacional da Romênia.
Após as fracassadas revoluções de 1848, nem todas as grandes potências apoiavam o desejo expresso dos romenos de se unir oficialmente em um único Estado. Mas em 1859, depois da Guerra da Crimeia, os eleitores moldávios e valáquios votaram no mesmo líder, Alexandre João Cuza, como Domnitor ("príncipe governante" em romeno) e os dois principados tornaram-se uma união pessoal formalmente sob a suserania do Império Otomano. Após um golpe de Estado em 1866, Cuza foi exilado e substituído pelo príncipe Carlos I da Romênia da Casa de Hohenzollern-Sigmaringen. Durante a Guerra Russo-Turca de 1877–1878, os romenos lutaram do lado russo, e, na sequência, o país foi reconhecido como um Estado independente tanto pelo Império Otomano quanto pelas grandes potências através do Tratado de San Stefano e do Tratado de Berlim. O novo Reino da Romênia passou por um período de estabilidade e progresso até 1914, sendo que também anexou a Dobruja do sul da Bulgária após a Segunda Guerra Balcânica.

### Guerras Mundiais e Grande Romênia

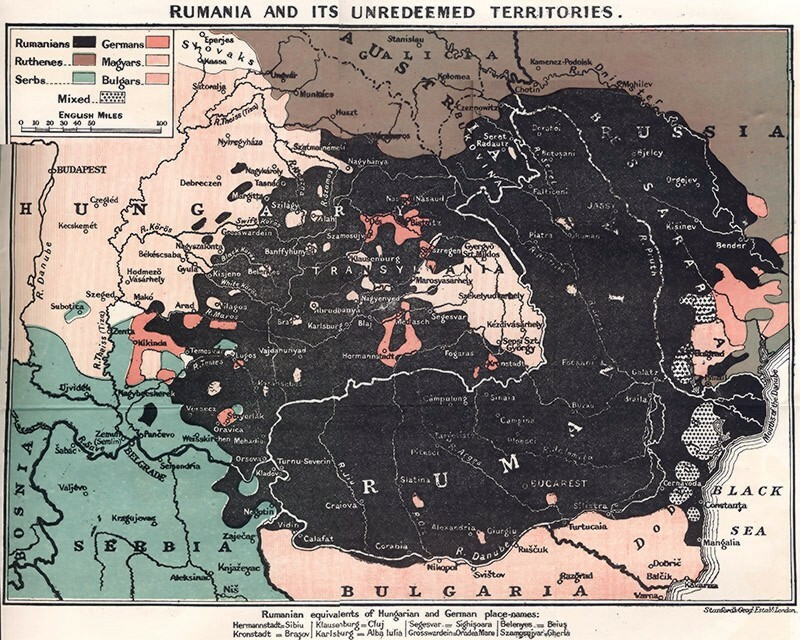
Mapa britânico de 1917 mostrando territórios com populações de maioria romena

O país se manteve neutro durante os dois primeiros anos da Primeira Guerra Mundial. No entanto, após o assinatura do Tratado de Bucareste, segundo o qual a Romênia iria adquirir territórios com maioria romena da Áustria-Hungria, o governo fez um acordo de paz com Tríplice Entente e declarou guerra contra a Tríplice Aliança, em 27 de agosto de 1916. Depois de conseguir alguns avanços iniciais, a campanha militar romena rapidamente se transformou em um desastre para o país, assim como para as Potências Centrais, que ocupariam dois terços do território romeno dentro de alguns meses, antes de chegar a um impasse em 1917. As perdas militares e civis totais no período entre 1916 e 1918, dentro de fronteiras contemporâneas romenas, foram estimados em 748 mil mortos. Depois da guerra, a transferência da Bucovina da Áustria foi reconhecida pelo Tratado de Saint-Germain-en-Laye de 1919, do Banato e da Transilvânia da Hungria pelo Tratado de Trianon de 1920 e da Bessarábia do domínio russo pelo Tratado de Paris, em 1920.
Durante o período entre-guerras, conhecido como Grande Romênia, o país alcançou sua maior extensão territorial (quase 300 mil quilômetros quadrados). A aplicação de reformas agrícolas radicais e a aprovação de uma nova Constituição criaram um quadro democrático e permitiu um rápido crescimento econômico. Com uma produção de petróleo de 7,2 milhões toneladas em 1937, a Romênia era o segundo maior exportador da Europa e o sétimo no mundo, além de também ser o segundo maior produtor de alimentos do continente europeu. No entanto, o início dos anos 1930 foram marcados por agitação social, elevado desemprego e greves, sendo que houve mais de 25 governos seguidos ao longo desta década. Em várias ocasiões nos últimos anos antes da Segunda Guerra Mundial, os partidos democráticos foram espremidos por conflitos com a Guarda de Ferro fascista e chauvinista e pelas tendências autoritárias do rei Carlos II.

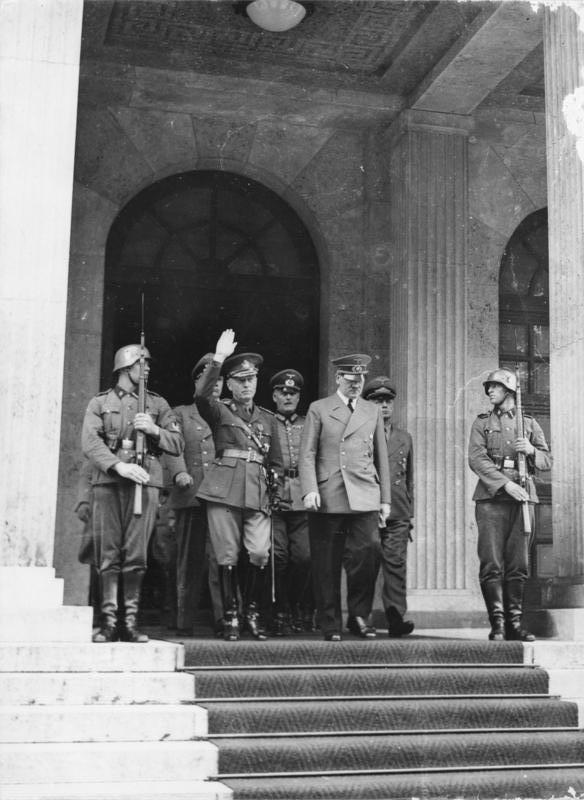
Ditador romeno Ion Antonescu em reunião com Adolf Hitler em junho de 1941

O regime fascista de Ion Antonescu desempenhou um papel importante no Holocausto na Romênia e copiou as políticas nazistas de opressão e genocídio de judeus e ciganos, principalmente nos territórios do leste que foram retomados pelos romenos da União Soviética. No total, entre 280 mil e 380 mil judeus romenos (dos governorados da Bessarábia, Bucovina e Transnístria) foram assassinados durante a guerra e, pelo menos, 11 mil ciganos romenos também foram mortos. Antonescu foi condenado por crimes de guerra e executado em 9 de outubro, data que agora é o Dia Nacional de Comemoração do Holocausto na Romênia.
Durante a Segunda Guerra, a Romênia tentou novamente permanecer neutra, mas em 28 de junho de 1940, o país recebeu um ultimato soviético com uma ameaça implícita de invasão em caso de não cumprimento. Novamente, as potências estrangeiras criaram uma forte pressão sobre a Romênia, por meio do Pacto Molotov-Ribbentrop de não agressão, firmado em 23 de agosto de 1939 entre União Soviética e Alemanha nazista. Como resultado, o governo e o exército romenos foram forçados a recuar da Bessarábia, bem como do norte da Bucovina, para assim evitar uma guerra com os soviéticos. O rei foi obrigado a abdicar e a nomear o general Ion Antonescu como o novo primeiro-ministro, com plenos poderes para governar o país por decreto real. A Romênia solicitou então a sua participação na campanha militar das Potências do Eixo. Posteriormente, o sul da Dobruja foi cedido à Bulgária, enquanto a Hungria recebeu o norte Transilvânia como resultado da arbitragem do Eixo.
A contribuição romena para a Operação Barbarossa foi enorme, sendo que o exército nacional contribuiu com 1,2 milhão de soldados no verão de 1944, atrás apenas da Alemanha nazista. O país era a principal fonte de petróleo do Terceiro Reich e, portanto, tornou-se alvo de intenso bombardeios promovidos pelos Aliados. O crescente descontentamento entre a população finalmente atingiu o auge em agosto de 1944 com o golpe do rei Miguel, quando o país mudou de lado para se juntar aos Aliados. Estima-se que o golpe encurtou a guerra em até seis meses. Apesar do exército romeno ter sofrido 170 mil baixas depois de alternar entre os lados do conflito, o papel da Romênia na derrota dos nazistas não foi reconhecido pela Conferência de Paz de Paris de 1947, quando a União Soviética anexou a Bessarábia e outros territórios que correspondem aproximadamente ao atual território da República da Moldávia.

### Regime socialista

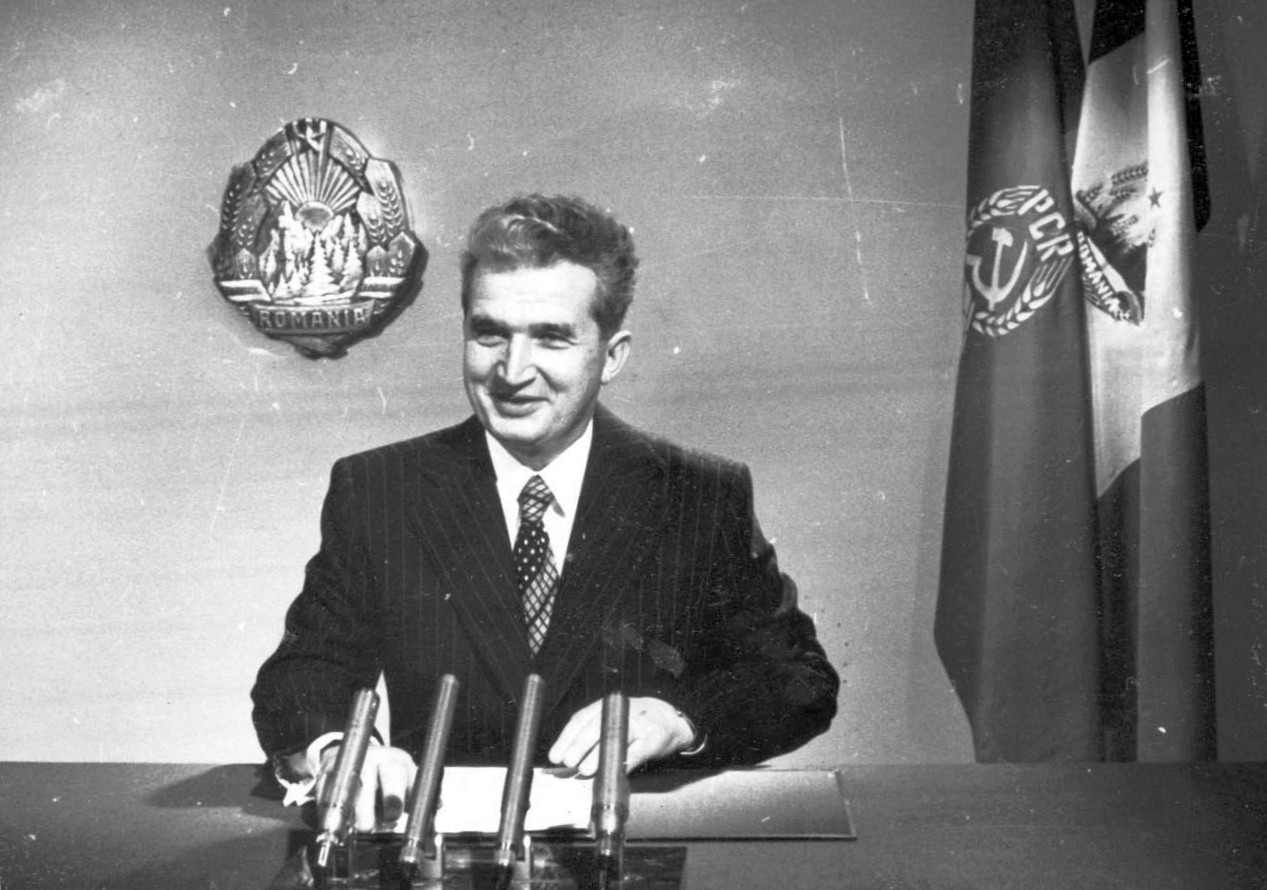
Nicolae Ceaușescu governou o país entre 1965 e 1989

Durante a ocupação soviética da Romênia, o governo, dominado pelo Partido Comunista Romeno, convocou novas eleições em 1946, que foram fraudulentamente vencidas, com uma maioria fabricada de 70% dos votos. Dessa maneira, os comunistas romenos rapidamente se estabeleceram como a força política dominante do país e, em 1947, forçaram o rei Miguel I a abdicar e exilar-se, quando então foi proclamada uma república popular. A Romênia permaneceu sob a ocupação militar e controle econômico direto da União Soviética até o final dos anos 1950. Durante este período, os vastos recursos naturais do país foram continuamente drenados por empresas mistas soviéticas-romenas (SovRoms), criadas para fins de exploração unilaterais.
Em 1948, o Estado começou a nacionalizar empresas privadas e a coletivizar a agricultura. Até o início dos anos 1960, o governo havia reduzido drasticamente as liberdades políticas e suprimido vigorosamente qualquer dissidência com a ajuda da Securitate (a polícia secreta romena). Durante este período, o regime lançou várias campanhas de expurgos em que vários "inimigos do Estado" e "elementos parasitas" (entre eles muitos ativistas sionistas judeus) foram punidos de diferentes formas, como a deportação, o exílio interno e a internação em campos de trabalho forçado e prisões, às vezes por toda a vida, além da execução extrajudicial. Não obstante, a resistência anticomunista romena foi uma das mais duradouras do Bloco de Leste. Uma comissão de 2006 estimou o número de vítimas diretas da repressão comunista em dois milhões de pessoas.

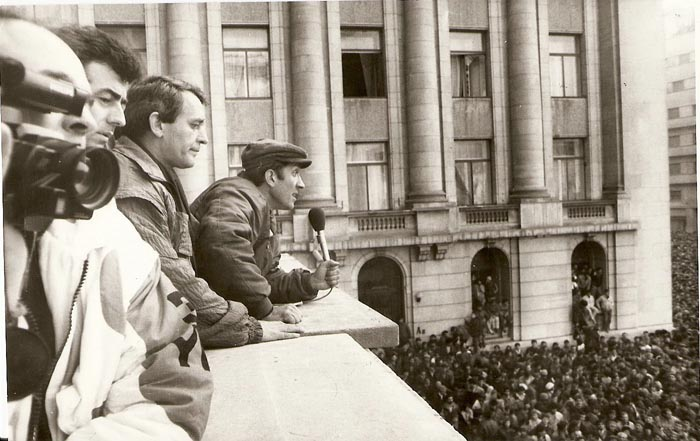
Revolução Romena de 1989

Em 1965, Nicolae Ceaușescu chegou ao poder e começou a conduzir uma política externa mais independente dos soviéticos. Dessa maneira, a Romênia comunista tornou-se o único país do Pacto de Varsóvia que se recusou a participar da invasão de 1968 da Tchecoslováquia (Ceaușescu ainda condenou publicamente a ação como "um grande erro e um perigo grave para a paz na Europa e para o destino do comunismo no mundo"); o país também foi o único Estado comunista a manter relações diplomáticas com Israel após a Guerra dos Seis Dias, em 1967, além de ter estabelecido relações com a Alemanha Ocidental no mesmo ano. Ao mesmo tempo, laços estreitos com os países árabes (e a OLP), fizeram com que a Romênia pudesse desempenhar um papel fundamental nas negociações de paz entre Israel e Egito e entre Israel e OLP.
Como a dívida externa romena aumentou acentuadamente entre 1977 e 1981 (de 3 bilhões para 10 bilhões de dólares), a influência das organizações financeiras internacionais (como o Fundo Monetário Internacional e o Banco Mundial) cresceu, em conflito gradual com o governo autocrático de Ceaușescu, que então iniciou uma política de reembolso total da dívida externa através da imposição de medidas de austeridade que empobreceram a população e esgotaram a economia. Ao mesmo tempo, Ceaușescu aumentou grandemente a autoridade da polícia secreta e impôs um severo culto de personalidade, o que levou a uma diminuição dramática na popularidade do ditador e culminou na sua queda e execução, juntamente com sua esposa, na violenta Revolução Romena de 1989.

### Democracia e integração europeia

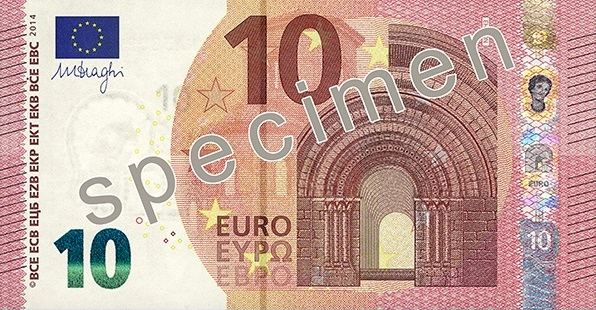
Nota de 10 euros

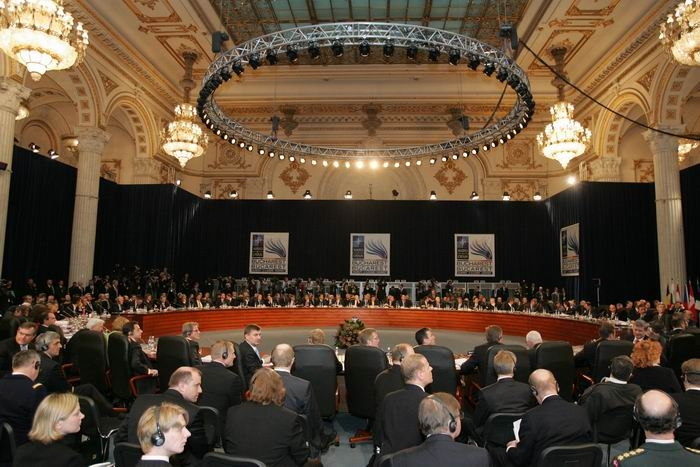
A Romênia entrou para a OTAN em 2003 sediou a cúpula de 2008 em Bucareste

Após a revolução, a Frente de Salvação Nacional (FSN), conduzida por Ion Iliescu, fez reformas democráticas e econômicas parciais. Em abril de 1990, um protesto que contestava os resultados das eleições e acusava a FSN, incluindo Iliescu, de ser composta por ex-comunistas e membros da Securitate, rapidamente cresceu para se tornar o que foi chamado de Golaniad. As manifestações pacíficas acabaram em violência, o que instigou a intervenção de mineiros de carvão convocados por Iliescu. Este episódio foi amplamente documentado por meios de comunicação locais e estrangeiros.
A subsequente desintegração da Frente de Salvação culminou na criação de vários partidos políticos, incluindo o Partido Social-Democrata e o Partido Democrata. O governo anterior comandou a Romênia de 1990 até 1996, através de várias coalizões que tinham Ion Iliescu como chefe de Estado. Desde então, houve várias transições democráticas: em 1996, Emil Constantinescu foi eleito presidente; em 2000, Iliescu retornou ao poder, enquanto Traian Băsescu foi eleito em 2004 e, por pouco, reeleito em 2009.
Após a Guerra Fria, o país desenvolveu laços mais estreitos com a Europa Ocidental e os Estados Unidos, sendo que se tornou um dos membros da Organização do Tratado do Atlântico Norte (OTAN) em 2004, além de ter hospedado, em Bucareste, a cúpula de 2008 da aliança militar. Em junho de 1993, o governo romeno entregou um pedido de adesão à União Europeia (UE). A Romênia tornou-se um Estado associado da UE em 1995, um país candidato à adesão em 2004 e um membro pleno em 1 de janeiro de 2007. Após o "acordo de livre circulação" com a UE e a instabilidade econômica durante toda a década de 1990, um grande número de romenos emigraram para a América do Norte e a Europa Ocidental, com grandes comunidades principalmente na Itália e na Espanha. Atualmente, a diáspora romena é estimada em mais de dois milhões de pessoas ao redor do mundo.
Durante a década de 2000, o país alcançou uma das mais altas taxas de crescimento econômico na Europa e tem sido referido às vezes como "o tigre da Europa Oriental". Isto tem sido acompanhado por uma melhoria significativa do padrão de vida, assim como conseguiu reduzir a pobreza interna e estabeleceu um Estado democrático funcional. No entanto, o desenvolvimento romeno sofreu um grande revés durante a Grande Recessão do final da década de 2000, o que teve como consequência uma grande contração do produto interno bruto e um déficit orçamental em 2009. Isto levou o governo a pedir empréstimos ao FMI. A piora das condições econômicas levou a distúrbios e desencadeou uma crise política em 2012. A Romênia ainda enfrenta questões relacionadas à infraestrutura, serviços médicos, educação e corrupção. No final de 2013, no entanto, a publicação britânica The Economist afirmou que o país tinha voltado a crescer, os salários aumentavam rapidamente e o desemprego era inferior ao registrado no Reino Unido. A economia foi acelerada pelo governo por meio de um processo de liberalização, que está abrindo novos setores (nomeadamente, energia e de telecomunicações) para a concorrência e o investimento privado.

## Geografia

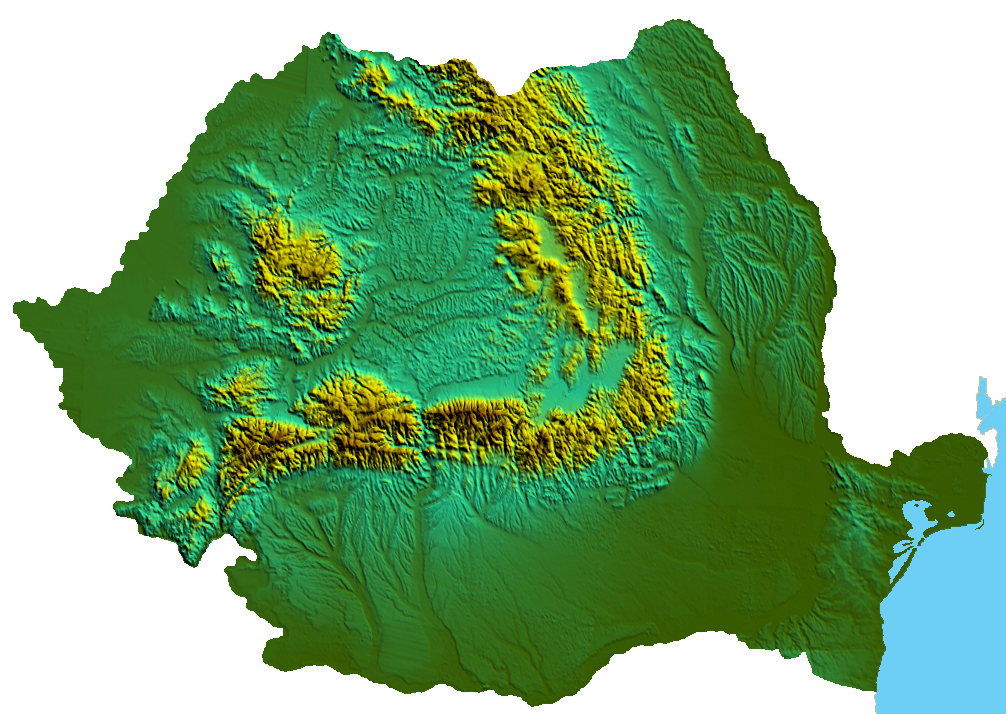
Mapa topográfico do país

Romênia pela classificação climática de Köppen

Uma grande parte das fronteiras da Romênia com a Sérvia e a Bulgária seguem o curso do Danúbio. O Danúbio deságua no mar Negro onde forma o delta do Danúbio, juntamente com o rio Prut que serve de fronteira com a República da Moldávia. Os montes Cárpatos dominam a parte ocidental da Romênia, com picos de até 2 700 metros. O mais elevado, o Moldoveanu, atinge os 2 744 metros. As principais cidades são a capital, Bucareste, Brașov, Timișoara, Cluj-Napoca, Constança, Craiova, Iași, Brăila e Galați.

### Clima
Devido à distância do mar aberto e por sua localização na porção sudeste do continente europeu, a Romênia tem um clima temperado e continental, com quatro estações definidas. A temperatura média anual é de 11 °C no sul e 8 °C no norte. No verão, as temperaturas máximas médias em Bucareste sobem para 28 °C e temperaturas acima de 35 °C são bastante comuns nas zonas mais baixas do país. No inverno, a temperatura máxima média é inferior a 2 °C. O nível de precipitação atinge 750 mm por ano apenas nas mais altas montanhas ocidentais, enquanto em Bucareste o índice cai para cerca de 600 mm.

### Biodiversidade
Grande parte do país (47% do território) está coberta por ecossistemas naturais e seminaturais. A Romênia tem uma das maiores áreas de florestas intactas na Europa, que abrangem quase 27% do seu território.
A fauna é composta por 33 792 espécies de animais, 33 085 invertebrados e 707 vertebrados, com quase 400 espécies únicas de mamíferos, aves, répteis e anfíbios, incluindo cerca de 50% da população de ursos-pardos e 20% dos lobos do continente europeu (excluindo a Rússia).
Mais de 3 700 espécies de plantas foram identificadas no país, das quais 23 foram consideradas monumentos naturais, 74 foram extintas, 39 estão ameaçadas de extinção, 171 estão vulneráveis e 1 253 são raras. Há quase 10 mil quilômetros quadrados (cerca de 5% da área total) de áreas protegidas. que cobrem 13 parques nacionais e três reservas da biosfera. O delta do Danúbio, com 5,8 mil quilômetros quadrados de área, é a maior região pantanosa contínua da Europa e mantém sozinho 1 688 espécies de plantas diferentes.

## Demografia

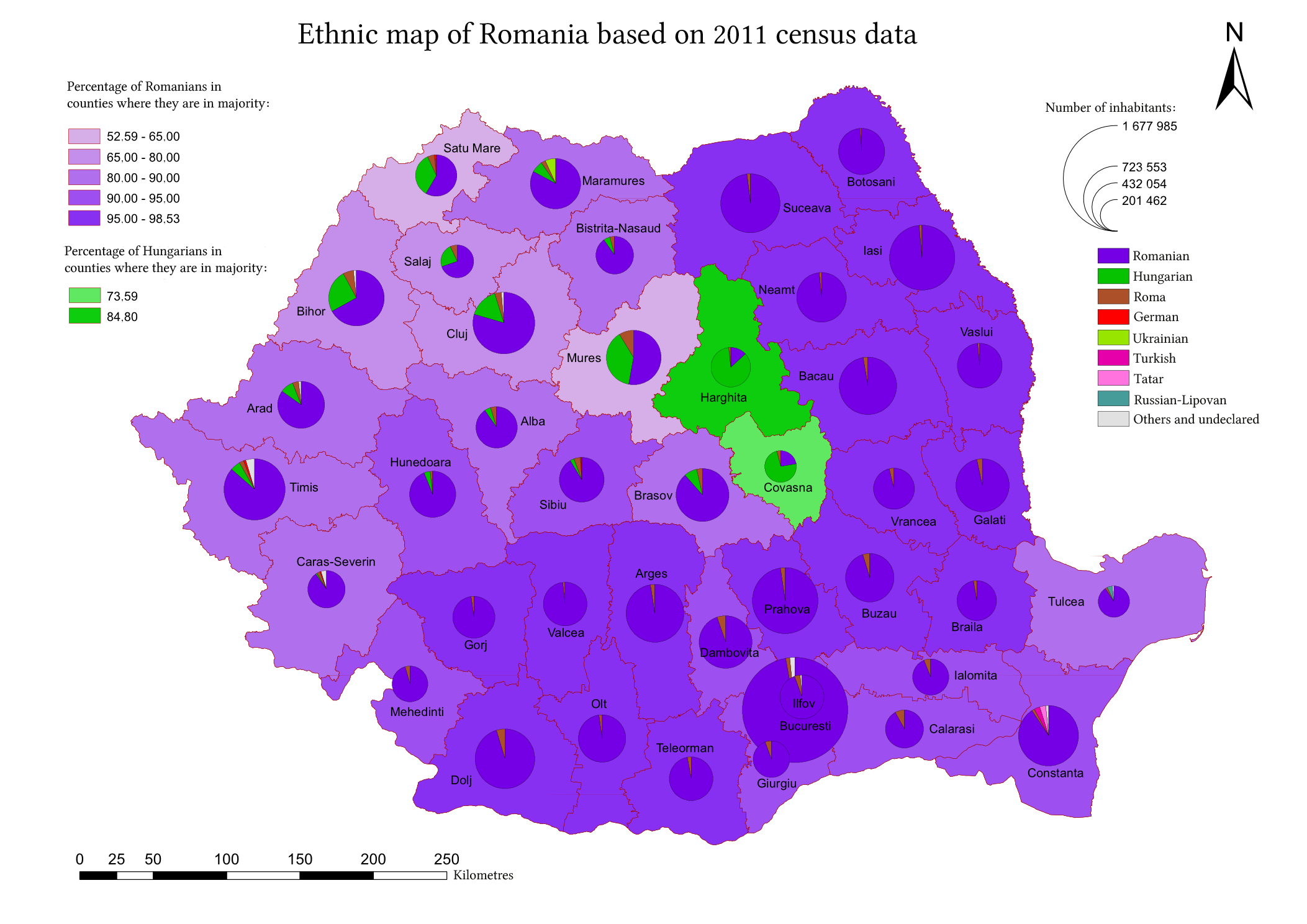
Mapa étnico do território romeno

Segundo o censo de 2021, a população da Romênia era de 19 milhões de habitantes (um milhão a menos que dez anos antes). Assim como outros países da região, a população deverá diminuir gradualmente nos próximos anos, como resultado de baixas taxas de fertilidade e taxa de migração líquida negativa. Em outubro de 2011, os romenos compunham 88,9% da população do país. As maiores minorias étnicas eram os ciganos (8,3% da população) e húngaros (6,5% da população). Os húngaros constituem a maioria nos municípios de Harghita e Covasna. Outras minorias incluem ucranianos, alemães, turcos, russos lipovanos e tártaros. Em 1930, havia 745 421 alemães na Romênia, mas apenas cerca de 36 mil permanecem até os dias atuais. Em 2009, também havia cerca de 133 mil imigrantes vivendo na Romênia, provenientes principalmente da Moldávia e da China.
A taxa de fecundidade total em 2013 foi estimada em 1,31 filho por mulher, o que está abaixo da taxa de substituição de 2,1, sendo uma das mais baixas do mundo. Em 2012, 31% dos partos foram de mulheres solteiras. A taxa de natalidade (9,49‰, 2012) é muito menor do que a taxa de mortalidade (11,84 ‰, 2012), o que resulta na diminuição (-0,26% ao ano, de 2012) e no envelhecimento da população (idade média: 39,1 de 2012), sendo que cerca de 14,9% do total da população com 65 anos ou mais. A expectativa de vida em 2013 foi estimada em 74,45 anos (70,99 anos para homens e 78,13 anos para mulheres). O número de romenos e pessoas com antepassados nascidos na Romênia vivendo no exterior é estimada em cerca de 12 milhões.
Entre 1989 e 2019, a população da Roménia diminuiu em 3,5 milhões. Para além de um número de nascimentos inferior ao número de mortes, o país registou uma migração líquida negativa de 100 000 pessoas por ano, em média, nos últimos 30 anos.

### Religiões

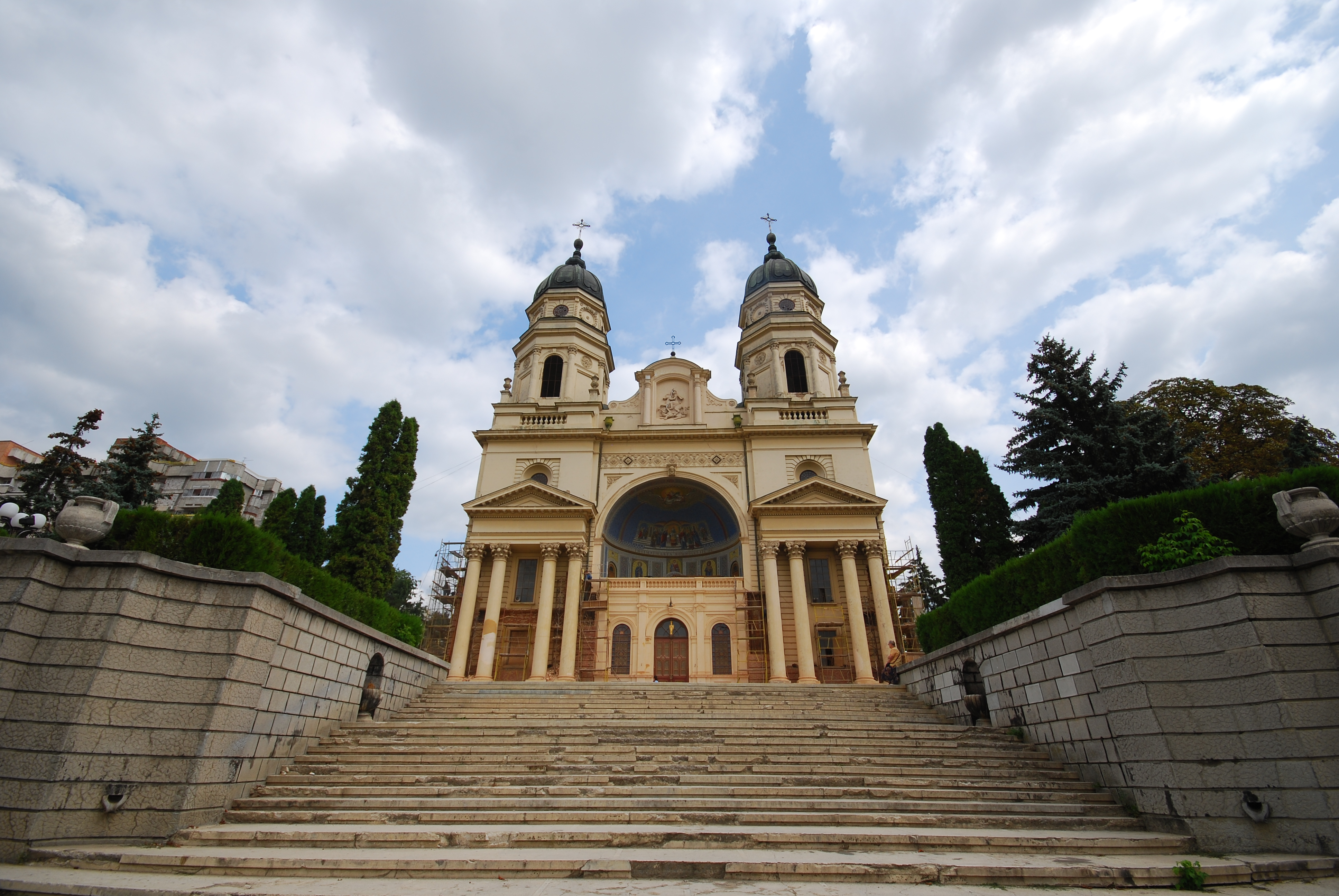
Catedral Metropolitana de Iași, o maior templo ortodoxo do país

A Romênia é um Estado laico e não tem religião oficial. A esmagadora maioria da população, no entanto, se identifica como cristã. No censo de 2011 do país, 86,5% dos entrevistados identificaram-se como cristãos ortodoxos pertencentes à Igreja Ortodoxa Romena. Outras denominações incluem o protestantismo (6,9%), o catolicismo romano (4,6%) e o catolicismo grego (0,8%). Os restantes 2,2% da população incluem 64 337 muçulmanos (principalmente de turcos e tártaros), 3 519 judeus e 39 660 pessoas irreligiosas, ateias ou agnósticas.
O catolicismo (tanto o católico romano como o católico romeno) e o protestantismo também estão representados, principalmente nas áreas habitadas pela população mais próxima da influência ocidental. Em Dobruja, a região situada na costa do mar Negro, há uma pequena minoria muçulmana (de etnia turca e tártara), uma remanescente do governo otomano e de migrações da Crimeia.

### Línguas

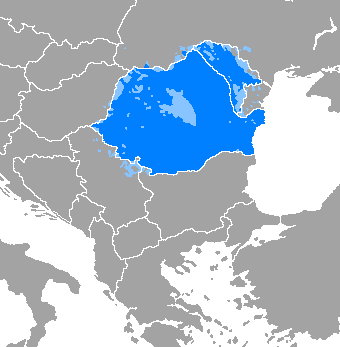
Distribuição do romeno na Europa

A língua oficial é romeno, uma língua românica oriental semelhante ao arromeno, megleno-romeno e istrorromeno, mas que também partilha muitas características com outras línguas românicas, como o italiano, francês, espanhol e português. O romeno é a língua materna de 85% da população, enquanto o húngaro e romani são falados por 6,2% e 1,2% dos habitantes, respectivamente. Há 25 mil falantes nativos do alemão e 32 mil falantes de turco no país, assim como quase 50 mil falantes de ucraniano, concentrados em algumas regiões perto da fronteira, onde eles formam uma maioria.
De acordo com a constituição, conselhos locais podem garantir os direitos linguísticos de todas as minorias, sendo que há localidades onde a linguagem minoritária pode ser usada na administração pública, no sistema judicial e educacional. Os cidadãos estrangeiros e apátridas que vivem na Romênia têm acesso à justiça e à educação em sua própria língua. O inglês e o francês são as principais línguas estrangeiras ensinadas nas escolas. Em 2010, a Organização Internacional da Francofonia identificou 4 756 100 falantes de francês no país. De acordo com o Eurobarómetro de 2012, o inglês é falado por 31% dos romenos, o francês por 17% e o italiano por 7%.

## Governo e política

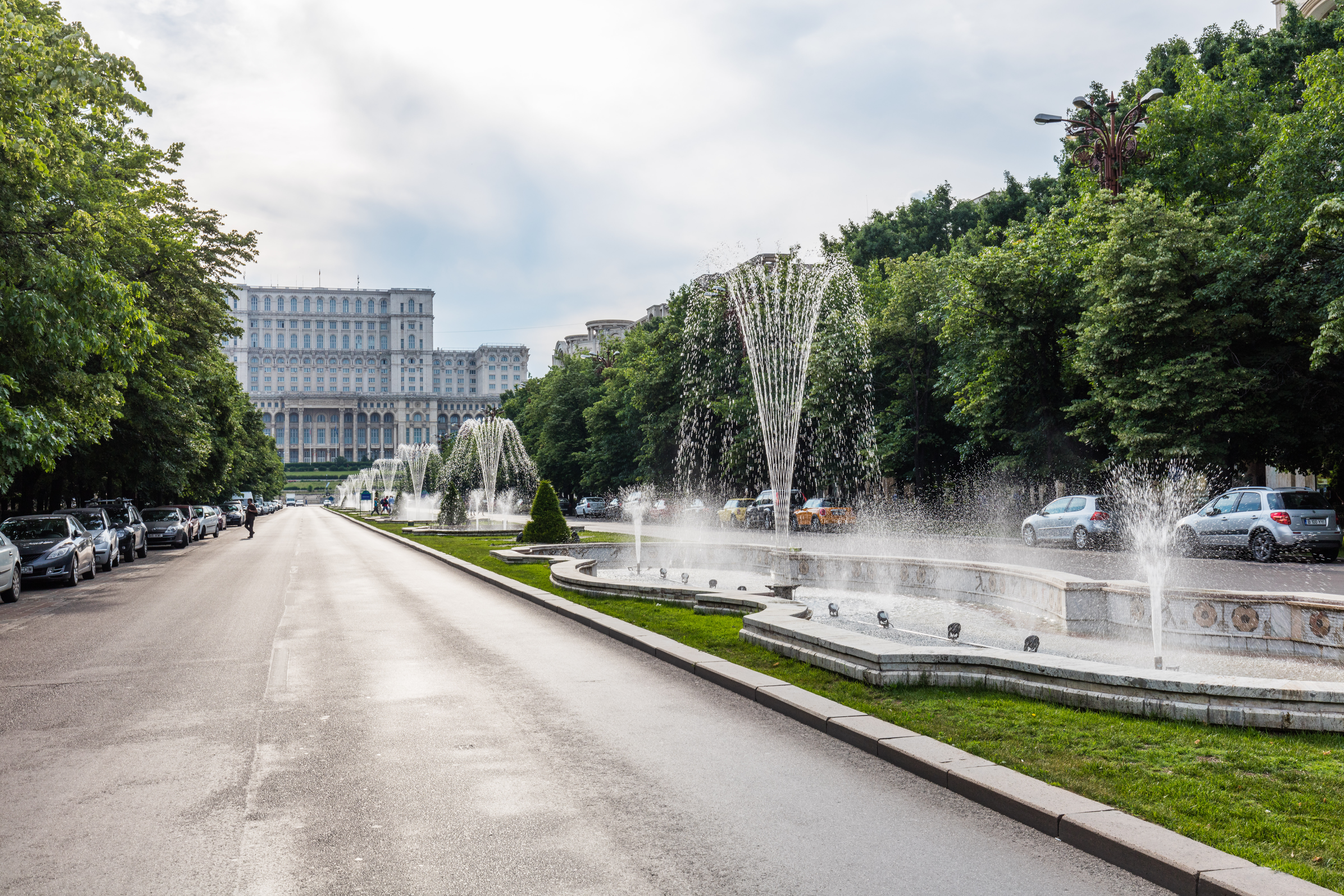
Parlamento Romeno

A constituição da Romênia se baseia na constituição da Quinta República Francesa e foi aprovada em um referendo nacional em 8 de dezembro de 1991, sendo alterada em outubro de 2003 para estar em conformidade com a legislação da União Europeia. O país é governado com base em um sistema político democrático, multipartidário e com separação de poderes. É uma república semipresidencialista, onde as funções executivas são realizadas tanto pelo governo quanto pelo presidente, que é eleito por voto popular para no máximo dois mandatos de cinco anos e nomeia o primeiro-ministro, que por sua vez nomeia o Conselho de Ministros. O ramo legislativo do governo, conhecido coletivamente como Parlamento, é composto por duas câmaras (Senado e Câmara dos Deputados), cujos membros são eleitos a cada quatro anos.
O sistema jurídico é independente dos outros poderes do Estado e é composto por um sistema hierárquico de tribunais, cujo ponto máximo é a Alta Corte de Cassação e Justiça, que é o tribunal supremo da Romênia. Há também tribunais de recurso, tribunais de comarca e tribunais locais. O sistema judicial romeno é fortemente influenciada pelo modelo francês, considerando que ele é baseado no direito civil e é inquisitorial por natureza. O Tribunal Constitucional (Curtea Constituțională) é responsável por avaliar a conformidade das leis e outras regulamentações estatais à Constituição, que é a lei fundamental do país e só pode ser alterada através de um referendo público.

### Relações internacionais
Desde dezembro de 1989, a Romênia tem seguido uma política de fortalecimento das relações com o mundo ocidental em geral, mais especificamente com os Estados Unidos e a União Europeia (UE). O país ingressou na Organização do Tratado do Atlântico Norte (OTAN) a 23 de março de 2004, na UE em 1 de janeiro de 2007 e no Fundo Monetário Internacional (FMI) e Banco Mundial em 1972, além de também ser um dos membros fundadores da Organização Mundial do Comércio (OMC).

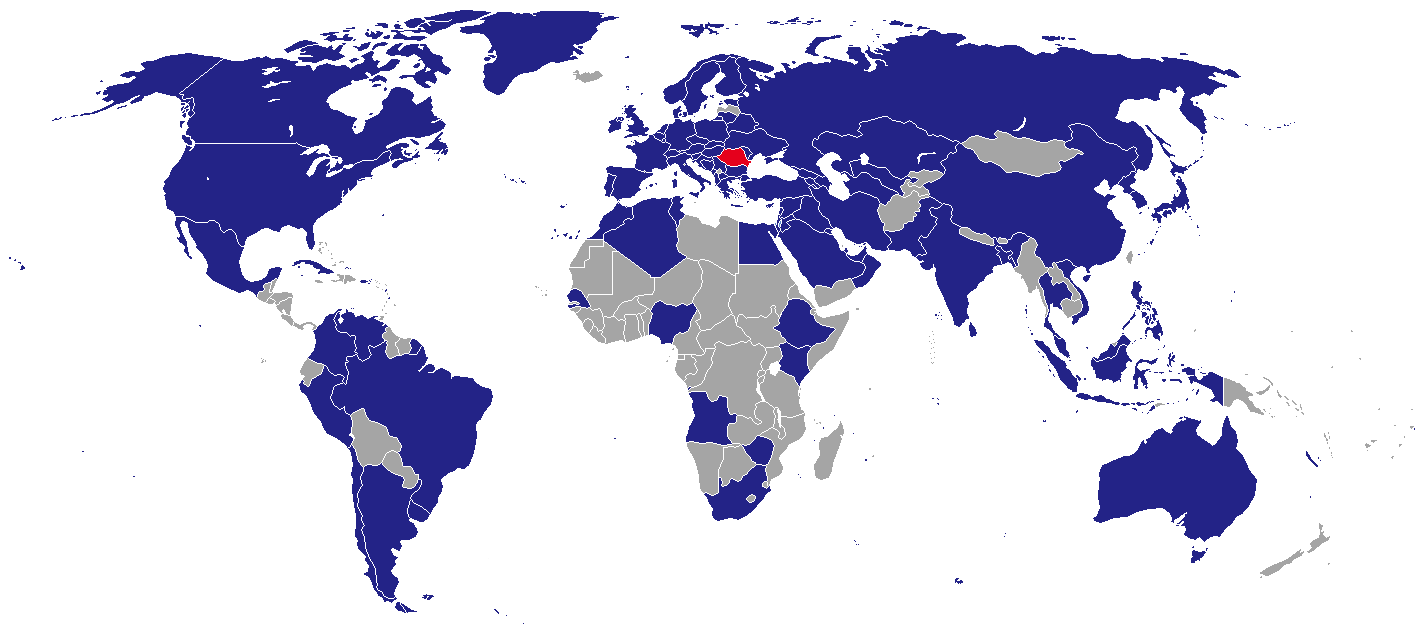
Missões diplomáticas da Romênia

O atual governo declarou seu objetivo de estreitar os laços e ajudar outros países (em especial, a Moldávia, a Ucrânia e a Geórgia) no processo de integração com o resto do Ocidente. A Romênia também deixou claro desde o final da década de 1990 que apoia a adesão à OTAN e da UE de todas as ex-repúblicas soviéticas democráticas localizadas na Europa Oriental e no Cáucaso. O país também declarou seu apoio público à adesão da Turquia e da Croácia à União Europeia. Por ter uma grande minoria húngara, a Romênia também desenvolveu fortes relações com a Hungria. O governo romeno optou, em 1 de janeiro de 2007, por aderir ao Espaço Schengen, sendo que sua candidatura foi aprovada pelo Parlamento Europeu em junho de 2011, mas foi rejeitada pelo Conselho da União Europeia em setembro do mesmo ano.
As relações com a Moldávia são um caso especial, considerando que os dois países compartilham a mesma língua e uma história comum. Um movimento pela unificação dos dois países surgiu no início de 1990 depois de ambas as nações terem alcançado emancipação do jugo comunista, mas perdeu terreno em meados da década, quando um novo governo na Moldávia seguiu uma agenda para preservar a independência. A Romênia continua interessada nos assuntos da Moldávia e rejeitou oficialmente o Pacto Molotov-Ribbentrop. Depois dos protestos em Chișinău em 2009 e a posterior remoção dos comunistas do poder, as relações entre os dois países melhoraram consideravelmente.

### Forças armadas

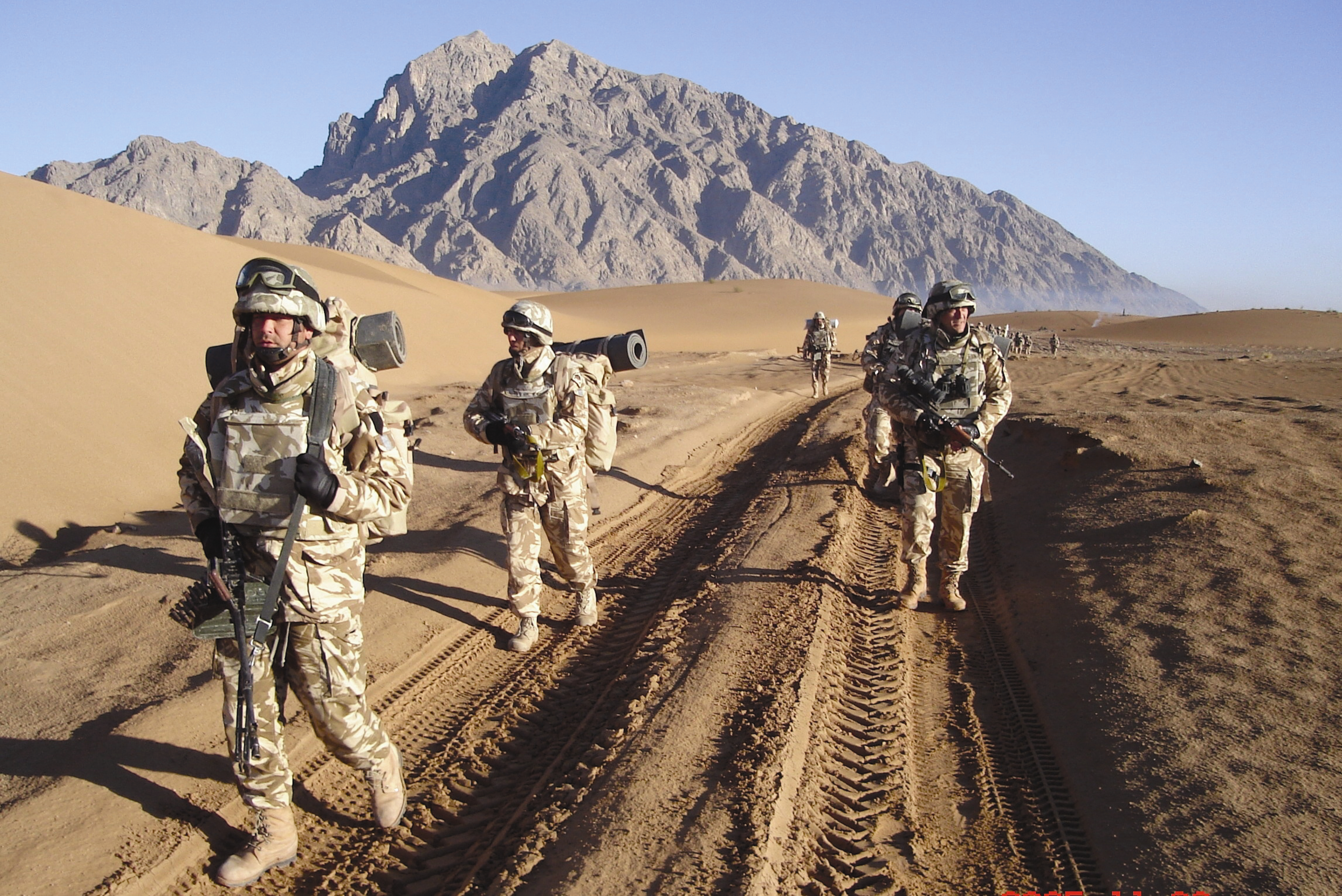
Soldados romenos em missão de patrulha no Afeganistão

As forças armadas romenas consistem em um exército, uma marinha e uma força aérea, e são lideradas por seu comandante em chefe, o presidente, supervisionado pelo ministro da defesa. Com um orçamento superior a 1,78 bilhões * de euros (2,5% do PIB), em 2015 contava com mais de 73 350 militares em suas fileiras.
Nos últimos anos, as forças armadas têm se modernizado, especialmente devido a sua missão de combate no Afeganistão. A força aérea opera MiG-21s e Mig-29s soviéticos atualizados, com suas fileiras sendo engrossadas por novos F-16s, de fabricação americana, comprados de Portugal em outubro de 2013. A marinha adquiriu novas fragatas Type 22 da marinha britânica. Tropas romenas também participaram da fase de ocupação do Iraque. Eles retiraram suas tropas de lá em julho de 2009. A marinha do país ainda participou da intervenção militar na Líbia em 2011.
Em dezembro de 2011, o senado romeno aprovou um acordo de cooperação militar com os Estados Unidos, como parte dos esforços para erguer um sistema de defesa antimísseis na Europa.

## Subdivisões
A Romênia é dividida em 41 distritos e o município de Bucareste. Cada município é administrado por um conselho municipal, responsável pelos assuntos locais, bem como por um prefeito responsável pela administração de assuntos do distrito. O prefeito é nomeado pelo governo central, mas não pode ser um membro de qualquer partido político. Cada distrito é subdividido em cidades e comunas, que têm o seu próprio prefeito e conselho local. Há um total de 319 cidades e 2 686 comunas na Romênia. Das cidades maiores, 103 têm estatuto de município, o que lhes dá maior poder administrativo sobre assuntos locais. O município de Bucareste é um caso especial. Ele é dividido em seis setores e tem um prefeito, um prefeito geral e um conselho geral da cidade.
| Região de desenvolvimento | Área (km2) | População (2011) | Cidades mais populosas*        |
| ------------------------- | ---------- | ---------------- | ------------------------------ |
| Noroeste                  | 34 159     | 2 600 132        | Cluj-Napoca (411 379)          |
| Centro                    | 34 082     | 2 360 805        | Brașov (369 896)               |
| Nordeste                  | 36 850     | 3 302 217        | Iași (382 484)                 |
| Sudeste                   | 35 762     | 2 545 923        | Constança (425 916)            |
| Sul                       | 34 489     | 3 136 446        | Ploiești (276 279)             |
| Bucharest-Ilfov           | 1 811      | 2 272 163        | Bucareste (2 272 163)          |
| Sudoeste                  | 29 212     | 2 075 642        | Craiova (285 098)              |
| Oeste                     | 32 028     | 1 828 313        | Timișoara (384 809)            |
|                           |            |                  | *Com sua região metropolitana. |

## Economia
Em 2013, o PIB (PPC) da Romênia foi cerca de 386 bilhões * de dólares e um PIB per capita (PPC) de 19 397 de dólares. De acordo com o The World Factbook da CIA, o país é uma economia de renda média-alta. De acordo com o Eurostat, o PIB per capita romeno era equivalente a 55% da média da UE em 2013, um aumento de 42% em relação a 2007 (o ano da adesão da Romênia à UE).
Depois de 1989, o país viveu uma década de instabilidade econômica, causada em parte por uma base industrial obsoleta e pela falta de reformas estruturais. A partir dos anos 2000, no entanto, a economia romena foi transformada com uma relativa estabilidade macroeconômica, caracterizada por um crescimento elevado, baixo desemprego e inflação em declínio. Em 2006, de acordo com o Escritório de Estatísticas da Romênia, o PIB registrou um aumento de 7,7%, uma das taxas mais elevadas da Europa na época. No entanto, um declínio econômico depois da Grande Recessão no final da década de 2000 forçou o governo a tomar dinheiro emprestado no exterior, incluindo um programa de resgate do FMI de 20 bilhões de euros. O PIB vem crescendo a uma taxa de 2% ao ano desde então. A Romênia ainda tem uma das mais baixas salário médio mensal líquido na UE (540 euros em 2012) e uma inflação de 3,7% em 2013. A taxa de desemprego registrada em 2012 foi de 7%.
As maiores empresas locais incluem as montadoras Automobile Dacia, Petrom, Rompetrol, Electrica, Romgaz, RCS & RDS e Banca Transilvania. As principais exportações da Romênia são carros, softwares, vestuário e têxteis, máquinas industriais, equipamentos elétricos e eletrônicos, produtos metalúrgicos, matérias-primas, equipamento militar, farmacêuticos, químicos e produtos agrícolas (frutas, legumes e flores). O comércio é principalmente centrado nos Estados-membros da União Europeia, sendo que a Alemanha e a Itália são os maiores parceiros comerciais do país.
Após uma série de privatizações e reformas no final dos anos 1990 e 2000, a intervenção do governo na economia romena é um pouco menor do que em outras economias europeias. Em 2005, o governo substituiu sistema tributário progressivo por um imposto fixo de 16% tanto a renda pessoal quanto para lucros das empresas, uma das taxas mais baixas na UE. A economia é predominantemente baseada em serviços, que respondem por 51% do PIB, apesar da indústria e a agricultura também terem contribuições significativas, com 36% e 13% do PIB, respectivamente. Além disso, 30% da população romena estava empregada na agricultura e na produção primária em 2006, uma das taxas mais elevadas na Europa.
Desde 2000, o país tem atraído uma quantidade crescente de investimentos estrangeiros, tornando-se o destino de maior destino de investimentos da Europa Central e dos Bálcãs. De acordo com um relatório de 2011 do Banco Mundial, a Romênia ocupava a posição 72ª entre 175 economias avaliados na facilidade de fazer negócios, inferior a outros países da região, como a República Checa. Além disso, um estudo em 2006 classificou o país como segundo mais rápido reformador econômico do mundo (depois da Geórgia). Desde 1867 a moeda oficial foi o leu romeno, mas está previsto que o país adote o euro por volta de 2020.

### Turismo
O turismo na Romênia concentra-se em paisagens naturais e sua rica história, tendo também um contributo importante para a economia. Em 2006, o turismo doméstico e internacional compôs 4,8% do PIB e cerca de meio milhão de postos de trabalho (5,8% do emprego total). Depois do comércio, o turismo é o ramo mais importante da indústria de serviços, principalmente devido seu desenvolvimento rápido e dinâmico. De acordo com estimativas do Conselho Mundial de Viagens e Turismo, a Romênia ocupa a quarta posição entre os países em desenvolvimento na categoria de crescimento rápido do turismo. O número de turistas aumentou de 4,8 milhões em 2002 para 6,6 milhões em 2004, atraindo investimentos de ES$ 400 milhões neste período.
Mais de 60% dos turistas estrangeiros vêm de países da União Europeia. Cidades como Mangalia, Saturn, Venus, Neptun, Olimp e Mamaia estão entre as principais atrações no verão. No inverno, estações de esqui no Vale Prahova e Poiana Brasov também são muito visitados. Por sua atmosfera medieval e castelos nas proximidades, muitas cidades da Transilvânia, como Sibiu, Brașov, Sighişoara, Cluj-Napoca e Târgu Mureș tornaram-se importantes atrações para os turistas. Recentemente desenvolveu-se um turismo rural que se centra na promoção do folclore e tradições do país. Outros pontos de atração turística são as Igrejas do norte de Moldávia, o Castelo de Bran, as igrejas de madeira de Maramureş e o Cemitério Alegre de Săpânţa. Há, ainda, atrações turísticas naturais, tais como o delta do Danúbio, as Portas de Ferro, Scarisoara e cavernas nas montanhas de Apuseni.

## Infraestrutura

### Transportes
De acordo com o The World Factbook, a rede rodoviária romena tinha uma extensão de 81 713 quilômetros em 2009 (excluindo as áreas urbanas), dos quais 66 632 km eram pavimentados. Há planos para construir uma rede de 2 262 km de autoestradas, que consistiria de seis autoestradas principais e outras seis autoestradas de desvio. No entanto, em julho de 2015, havia 707 km de autoestradas estabelecidas, com outros 230 km em construção ou em licitação.
O Banco Mundial estima que a rede ferroviária do país tenha 22 298 quilômetros, sendo a quarta maior rede ferroviária europeia. O transporte ferroviário sofreu uma queda dramática depois de 1989. Em 2004, cerca de 99 milhões de viagens de passageiros foram realizadas. Em 2013, o setor passou por renascimento devido a melhorias da infraestrutura e privatização parcial de linhas, que respondem por 45% de todos os movimentos de passageiros e de mercadorias no país. O Metrô de Bucareste, o único sistema metropolitano do país, foi aberto em 1979 e se estende por 61,41 km, com uma média de passageiros, em 2007, de 600 mil por semana. Há dezesseis aeroportos comerciais internacionais em serviço, sendo que cinco deles são capazes de receber aeronaves de fuselagem larga. Em 2013, mais de 7,6 milhões de passageiros voaram através do Aeroporto Internacional Henri Coandă.

### Energia
A Romênia é um exportador líquido de energia elétrica e está na posição 46ª no mundo em termos de consumo de energia. Cerca de um terço da energia produzida provém de fontes renováveis, principalmente a energia hidroelétrica. Em 2010, as principais fontes eram carvão (36%), hidroelétrica (33%), nuclear (19%) e hidrocarbonetos (11%).
Em 2021, a Romênia tinha, em energia elétrica renovável instalada, 6 655 MW em energia hidroelétrica (29º maior do mundo), 3 013 MW em energia eólica (29º maior do mundo), 1 398 MW em energia solar (39º maior do mundo), e 135 MW em biomassa.
O país tem uma das maiores capacidades de refinação na Europa Oriental, embora a produção de gás natural e petróleo tenha sido decrescente por mais de uma década.
Com uma das maiores reservas de petróleo bruto e de gás de xisto da Europa, a Romênia é um dos países mais independentes em termos energéticos na União Europeia e planeja expandir a sua usina nuclear em Cernavodă.

### Educação
Desde a Revolução Romena de 1989, o sistema educacional tem estado em um processo contínuo de reforma, o que tem recebido críticas. Em 2004, 4,4 milhões de romenos estavam matriculados na escola. Destes, 650 mil no jardim de infância (3–6 anos), 3,1 milhões nos níveis primário e secundário e outros 650 mil no nível superior (universidades). No mesmo ano, a taxa de alfabetização de adultos era de 97,3% (45ª em todo o mundo), enquanto a taxa de escolarização bruta combinada dos ensinos primário, secundário e superior foi de 75% (52ª em todo o mundo).
O jardim de infância é opcional entre os 3 e os 6 anos. A escola inicia aos 7 anos (às vezes em 6) e é obrigatória até a oitava série. A educação primária e secundária é dividida em 12 ou 13 graus. Existe também um sistema semilegal e informal de aulas particulares, usadas principalmente durante a escola secundária, que prosperou durante o regime comunista.
O ensino superior está alinhado com o restante da Europa. O Programa Internacional de Avaliação de Alunos (PISA — sigla em inglês) de 2012 classificou as escolas romenas na 45ª posição entre os 65 países participantes. A Universidade de Iaşi, a Universidade Babeş-Bolyai, a Universidade de Bucareste e a Universidade do Oeste de Timișoara foram incluídas entre as 800 melhores do mundo no QS World University Rankings.

### Ciência e tecnologia
Historicamente, os pesquisadores e inventores romenos têm feito contribuições notáveis para vários campos da ciência. Traian Vuia fez experimentos pioneiros e bem-sucedidos na aviação e Aurel Vlaicu construiu e voou alguns dos primeiros aviões da história, enquanto Henri Coandă descobriu o efeito Coandă em fluidos. Victor Babeş descobriu mais de 50 tipos de bactérias; o biólogo Nicolae Paulescu descobriu a insulina, enquanto Emil Palade recebeu um Prêmio Nobel por suas contribuições à biologia celular. Lazăr Edeleanu foi o primeiro químico a sintetizar a anfetamina, enquanto Costin Nenițescu desenvolveu inúmeras novas classes de compostos em química orgânica. Matemáticos notáveis incluem Spiru Haret, Grigore Moisil e Ștefan Odobleja; físicos e inventores: Șerban Țițeica, Alexandru Proca e Ștefan Procopiu.
Durante os anos 1990 e 2000, o desenvolvimento da pesquisa foi prejudicado por diversos fatores, incluindo a corrupção, o baixo financiamento e uma fuga de cérebros considerável. No entanto, desde a adesão do país à União Europeia, isso começou a mudar. Depois de ser cortado em 50% em 2009 devido à Grande Recessão, os gastos em pesquisa e desenvolvimento foram aumentados em 44% em 2010 e agora está em 500 milhões de dólares.
Em janeiro de 2011, o parlamento também aprovou uma lei que impõe "rigoroso controle de qualidade em universidades e introduz regras mais duras para o financiamento de avaliação e avaliação interpares". O país aderiu ou está prestes a juntar-se várias das principais organizações científicas internacionais, como o CERN e a Agência Espacial Europeia.

### Saúde
A Romênia tem um sistema de saúde universal e as despesas totais de saúde do governo são de aproximadamente 5% do PIB. Ele abrange exames médicos, quaisquer intervenções cirúrgicas e qualquer assistência médica, além de fornecer medicamentos gratuitos ou subsidiados para várias doenças. O Estado é obrigado a financiar hospitais e clínicas públicas. As causas mais comuns de morte são as doenças cardiovasculares e câncer. Doenças transmissíveis, como a tuberculose, sífilis ou hepatite viral, são mais comuns do que na Europa Ocidental. Em 2010, a Romênia tinha 428 hospitais públicos e 25 hospitais privados, com 6,2 leitos por 1 000 habitantes, e mais de 200 mil equipes médicas, incluindo mais de 52 mil médicos. Em 2013, a taxa de emigração de médicos foi de 9%, superior à média europeia de 2,5%.

## Cultura

### Artes e monumentos
A origem dos romenos começou a ser discutida no final do século XVIII entre os estudiosos da Escola da Transilvânia. Vários escritores ganharam destaque no século XIX, como George Cosbuc, Ioan Slavici, Mihail Kogălniceanu, Vasile Alecsandri, Nicolae Bălcescu, Ion Luca Caragiale, Ion Creangă e Mihai Eminescu, sendo posteriormente considerado o maior e mais influente poeta romeno, em particular para o poema Luceafărul. No século XX, entre os artistas romenos aclamados internacionalmente estavam Tristan Tzara, Marcel Janco, Mircea Eliade, Nicolae Grigorescu, Marin Preda, Liviu Rebreanu, Eugène Ionesco, Emil Cioran e Constantin Brâncuși. O romeno sobrevivente do Holocausto Elie Wiesel recebeu o Prêmio Nobel da Paz em 1986, enquanto a escritora Herta Müller recebeu o Prêmio Nobel de Literatura em 2009.
No cinema, vários filmes da "Nova Onda Romena" alcançaram fama internacional. No Festival de Cannes, 4 Meses, 3 Semanas e 2 Dias, de Cristian Mungiu, ganhou a Palma de Ouro em 2007. No Festival de Berlim, Child's Pose, de Călin Peter Netzer, ganhou o Urso de Ouro em 2013.
O Festival George Enescu é realizada anualmente em Bucareste em homenagem ao compositor do século XX. Músicos como Angela Gheorghiu, Gheorghe Zamfir, Inna, Alexandra Stan e muitos outros têm conseguido reconhecimento internacional. Os cantores romenos conseguiram o terceiro lugar em 2005 e 2010 no Festival Eurovisão da Canção.
A lista do Patrimônio Mundial da UNESCO inclui seis locais culturais localizados no país, como as Igrejas da Moldávia, as Igrejas de Madeira de Maramureş, sete vilas com igrejas fortificadas na Transilvânia, o Monastério de Horezu e o Centro Histórico de Sighişoara. A cidade de Sibiu foi selecionada como a Capital Europeia da Cultura em 2007. Existem vários castelos no território romeno, incluindo atrações turísticas populares como o Castelo de Peleş, o Castelo de Hunyadi e o "Castelo do Drácula".

### Feriados, tradições e gastronomia
Há 12 feriados nacionais, incluindo o Grande Dia da União, celebrado no dia 1 de dezembro em comemoração da união da Transilvânia com a Romênia em 1918. As férias de inverno incluem as festividades do Natal e do Ano Novo, durante os quais ocorrem várias danças folclóricas e jogos tradicionais são comuns, como plugușorul, sorcova, ursul e capra. Durante a Páscoa, ovos pintados são muito comuns, enquanto que em 1 de março, no feriado Mărțișor, também há uma tradição de troca de presentes, provavelmente de origem trácia.
A vestimenta tradicional romena, que ficou fora de uso ao longo do século XX, é uma roupa cerimonial popular usada em festividades, especialmente nas áreas rurais. O costume de sacrificar suínos vivos durante o Natal e cordeiros durante a Páscoa exigiu uma derrogação especial do União Europeia depois de 2007.
A culinária romena tem algumas semelhanças com outras cozinhas dos Bálcãs, como a grega, búlgara e turca. A carne de porco, frango e de vaca são as preferidas, mas cordeiro e peixes também são populares. Certas receitas tradicionais são feitas em conexão direta com os feriados Țuică, um forte conhaque de ameixa que atinge um teor alcoólico de 70%, é a bebida tradicional do país, tendo 75% da produção nacional (a Romênia é um dos os maiores produtores de ameixa no mundo). Entre outras bebidas alcoólicas tradicionais também estão vinho, rachiu, palinca e vișinată, mas o consumo de cerveja aumentou dramaticamente ao longo dos últimos anos.

### Esportes
O futebol é o esporte mais popular no país, com mais de 234 mil jogadores registrados em 2010. O corpo diretivo é a Federação Romena de Futebol, que pertence à UEFA. A seleção nacional de futebol participou de sete Copas do Mundo FIFA e teve seu período de maior sucesso na década de 1990, quando alcançou as quartas de final da Copa do Mundo FIFA de 1994 e ficou em terceiro lugar pela FIFA em 1997. O jogador núcleo desta "geração de ouro" era Gheorghe Hagi, que foi apelidado de "o Maradona dos Cárpatos".
O tênis é o segundo esporte mais popular, com mais de 15 mil jogadores registrados. A Romênia chegou à final da Copa Davis três vezes (1969, 1971, 1972). O tenista Ilie Năstase ganhou vários títulos de Grand Slam e foi o primeiro jogador a ser classificado como número 1 pela Associação de Tenistas Profissionais (ATP) entre 1973 e 1974. Virginia Ruzici ganhou o Aberto da França em 1978 e foi vice-campeã em 1980. Simona Halep tornou-se a primeira tenista romena a vencer o torneio de Wimbledon, em 2019. Anteriormente, ela já ganhara o Grand Slam de Roland Garros, um ano antes.
Outros esportes populares são o rugby e o handebol. A seleção nacional de rugby competiu em todas as Copas do Mundo de Rugby, enquanto as seleções nacionais de handebol masculina e feminina são múltiplas campeãs mundiais. Em 13 de janeiro de 2010, Cristina Neagu se tornou o primeiro romeno a o prêmio de melhor jogador de handebol do mundo pela IHF. Entre os esportes individuais mais populares estão atletismo, xadrez, judô, dança esportiva, tênis de mesa e esportes de combate. Apesar de ter uma popularidade limitada atualmente, o oina é um jogo esportivo tradicional romeno semelhante ao beisebol que tem sido continuamente praticado desde, pelo menos, o século XIV.
A Romênia participou dos Jogos Olímpicos pela primeira vez em 1900 e participou em 18 dos 24 jogos de verão. Tem sido um dos países mais bem-sucedidos nos Jogos Olímpicos de Verão, com um total de 301 medalhas conquistadas ao longo dos anos, das quais 88 são de ouro, e segundo (atrás da vizinha Hungria) entre as nações que nunca hospedaram os jogos. O país participou dos Jogos Olímpicos de Verão de 1984 em Los Angeles, em desafio a um boicote do Pacto de Varsóvia e terminou em segundo lugar, com 20 medalhas de ouro e em terceiro lugar na contagem de medalhas total (53). Quase um quarto de todas as medalhas foram conquistadas na ginástica, sendo que Nadia Comaneci tornou-se a primeira ginasta a marcar um dez perfeito em um evento olímpico, durante os Jogos Olímpicos de Verão de 1976.